# Rożubowice
Rożubowice (w latach 1977–1981 Podgórze, ukr. Рожубовичі) – wieś w Polsce położona w województwie podkarpackim, w powiecie przemyskim, w gminie Przemyśl. Leży na prawym brzegu Wiaru.
W latach 1944–1948 w ZSRR (rejon niżankowicki, obwód drohobycki). W maju 1948, w związku z korektą granicy państwowej między Polską a ZSRR, włączone z powrotem do Polski. 
W latach 1975–1998 miejscowość administracyjnie należała do województwa przemyskiego.